# مانوئلا دالا ویل
مانوئلا دالا ویل (به انگلیسی: Manuela Dalla Valle) (زادهٔ ۲۰ ژانویهٔ ۱۹۶۳) شناگر اهل ایتالیا بود.